# Ismail Haddad
Ismail Haddad (Casablanca, 3 de agosto de 1990) es un futbolista marroquí que juega en la demarcación de extremo para el Al-Khor S. C. de la Liga de fútbol de Catar.

## Selección nacional
Hizo su debut con la selección de fútbol de Marruecos el 11 de octubre de 2016 en un partido contra Canadá que finalizó con un resultado de 4-0 a favor del combinado marroquí tras los goles de Mehdi Carcela-Gonzalez, un doblete de Hakim Ziyech y otro de Rachid Alioui. Además llegó a disputar un partido de la clasificación para la Copa Mundial de Fútbol de 2018, y dos de la clasificación para el Campeonato Africano de Naciones de 2018.

### Goles internacionales
| # | Fecha                 | Estadio                          | Oponente      | Gol | Resultado | Competición |
| - | --------------------- | -------------------------------- | ------------- | --- | --------- | ----------- |
| 1 | 10 de octubre de 2017 | Tissot Arena, Biel/Bienne, Suiza | Corea del Sur | 0-3 | 1–3       | Amistoso    |

## Clubes
| Club              | País      | Año       | Partidos | Goles |
| ----------------- | --------- | --------- | -------- | ----- |
| TAS de Casablanca | Marruecos | 2013      |          |       |
| Hassania Agadir   | Marruecos | 2014-2015 | 29       | 6     |
| Wydad Casablanca  | Marruecos | 2015-2020 | 160      | 28    |
| Al-Khor S. C.     | Catar     | 2021-     | 21       | 4     |

## Palmarés

### Campeonatos nacionales
| Título                      | Club             | País      | Año  |
| --------------------------- | ---------------- | --------- | ---- |
| Liga de Fútbol de Marruecos | Wydad Casablanca | Marruecos | 2017 |

### Campeonatos internacionales
| Título                          | Club      | Sede      | Año  |
| ------------------------------- | --------- | --------- | ---- |
| Campeonato Africano de Naciones | Marruecos | Marruecos | 2018 |